# سهاویرا استیل
سهاویرا استیل (انگلیسی: Sahaviriya Steel) شرکت فولاد تایلندی است، که در سال ۱۹۹۰ تأسیس شد.